# День Неизвестного Солдата
День Неизвестного солдата — памятная дата в России, с 2014 года отмечаемая ежегодно 3 декабря в память о российских и советских воинах, погибших в боевых действиях на территории страны или за её пределами.
Дата 3 декабря выбрана в связи с тем, что именно в этот день, в 1966 году, в ознаменование 25-й годовщины разгрома немецких войск под Москвой, прах неизвестного солдата был перенесён из братской могилы на 41-м километре Ленинградского шоссе (на въезде в город Зеленоград) и торжественно захоронен у стены Московского Кремля в Александровском саду.
Федеральный закон «О внесении изменений в статью 1.1 Федерального закона „О днях воинской славы и памятных датах России“», устанавливающий праздник, был принят Государственной думой Российской Федерации 24 октября 2014 года. Авторами инициативы, которая ранее была поддержана главой Администрации Президента России Сергеем Ивановым, выступила группа депутатов от всех парламентских фракций. 5 ноября 2014 года закон был подписан президентом Российской Федерации Владимиром Путиным.
В День Неизвестного солдата проводятся различные памятные мероприятия. Проходят церемонии возложения венков к братским захоронениям и мемориалам павшим воинам, в учебных заведениях проводятся уроки мужества.